# Marčelji
Marčelji – wieś w Chorwacji, w żupanii primorsko-gorskiej, w gminie Viškovo. W 2011 roku liczyła 2148 mieszkańców.